# لیودمیلا بروزنا
لیودمیلا بروزنا (روسی: Людмила Васильевна Борозна؛ زادهٔ ۲ ژانویهٔ ۱۹۵۴) بازیکن والیبال اهل اتحاد جماهیر شوروی سوسیالیستی بود.